# وزارت امور خارجه جمهوری خلق چین
وزارت امور خارجه جمهوری خلق چین (به چینی: 中华人民共和国外交部) یکمین اداره اجرایی شورای دولتی جمهوری خلق چین است که مسئول روابط خارجی و رسیدگی به امور دیپلماتیک بین جمهوری خلق چین و سایر دولت‌های سراسر جهان است.
این وزارتخانه توسط وزیر امور خارجه، کین جانگ که نماینده اصلی چین در خارج از کشور است، هدایت می‌شود. دفتر مرکزی این وزارتخانه در منطقه چاویانگ، پکن، محله دیپلماتیک اولیه کشور مستقر است.
وظایف اصلی وزارت خارجه شامل تدوین سیاست خارجی، اداره نمایندگی‌های دیپلماتیک کشور، نمایندگی از منافع چین در سازمان ملل، مذاکره در مورد معاهدات و موافقت‌نامه‌های خارجی و مشاوره به شورای دولتی در امور خارجی است. این وزارتخانه تابع کمیسیون مرکزی امور خارجه است که در مورد سیاستگذاری تصمیم‌گیری می‌کند و توسط دبیرکل حزب کمونیست چین رهبری می‌شود. سیاست‌های خارجی مربوط به جمهوری چین تحت صلاحیت اداره امور تایوان قرار دارد. از سال ۲۰۱۹، این وزارتخانه دارای بزرگ‌ترین شبکه دیپلماتیک در جهان با ۲۷۶ سفارت و کنسولگری است.

## پیشینه
در ۱ اکتبر ۱۹۴۹، بر اساس اداره روابط خارجی کمیته مرکزی حزب کمونیست چین، دولت مرکزی خلق جمهوری خلق چین تأسیس و بعد از آن وزارت امور خارجه دولت مرکزی خلق چین تأسیس شد. جئو ئن لای در همان روز اولین سند دیپلماتیک جمهوری خلق چین را امضاء و تصریح کرد:
این دولت تنها دولت قانونی است که نماینده مردم جمهوری خلق چین است. این دولت مایل به برقراری روابط دیپلماتیک با هر دولت خارجی است که به اصول برابری، منافع متقابل و احترام متقابل به حاکمیت ارضی پایبند است.
و به نمایندگان قدیمی دیپلماتیک کشورهای مختلف در پکن، نانجینگ و شانگهای تحویل داده‌شد.
در ۸ نوامبر ۱۹۴۹، جلسه افتتاحیه وزارت امور خارجه در شماره ۳۱—شماره ۳۳ فعلی—خیابان وزارت امور خارجه، منطقه دونگ چنگ، پکن برگزار شد. وزارت امور خارجه در آن زمان در مجموع دارای ۲۴۸ کادر بود که ۴۷ کادر در سطح ادارات و بالاتر، ۶۸ کادر که در جریان جنگ ضد ژاپن یا قبل از آن در انقلاب شرکت داشتند، ۱۷ دانشجوی خارجی، ۱۴۰ دانشجوی کالج، و ۱۴۰ کادری که زبان‌های خارجی می‌دانستند. در یازدهمین جلسه شورای امور دولت، مدیران ادارات—دفاتر—وزارت امور خارجه منصوب شدند.
در ۷ اوت ۱۹۵۲، هفدهمین جلسه دولت مرکزی خلق تصمیم به لغو اداره اطلاعات عمومی دولت مرکزی خلق گرفت و امور آن با اداره اطلاعات وزارت امور خارجه دولت مرکزی خلق ادغام شد.
در سپتامبر ۱۹۵۴، اولین نشست اولین کنگره ملی خلق در پکن برگزار شد که در آن «قانون اساسی جمهوری خلق چین» و «قانون سازماندهی شورای دولتی جمهوری خلق چین» تصویب شد. بر اساس «اعلامیه تأسیس و تنظیم ارگان‌های دولتی مرکزی و محلی و امور مربوطه» شورای دولتی وزارت امور خارجه دولت مرکزی خلق پایان یافت. بر اساس مفاد «قانون تشکیلات شورای دولتی»، شورای دولتی وزارت امور خارجه دولت مرکزی خلق به وزارت امور خارجه فعلی جمهوری خلق چین تغییر نام داد تا وظایف مرتبط را بر عهده بگیرد و تبدیل به یکی از بخش‌های تشکیل‌دهنده شورای دولتی شود.
در ۳۱ اوت ۲۰۲۰، بر اساس نظرات اجرایی کمیسیون توسعه و اصلاحات ملی در مورد گسترش همه‌جانبه اصلاحات جداسازی انجمن‌های صنعت، اتاق‌های بازرگانی و ارگان‌های اداری، انجمن‌های صنعت، انجمن توسعه اقتصادی آسیای چین و سایر انجمن‌های صنعتی—اتاق‌های بازرگانی—که در ابتدا تحت نظارت وزارت امور خارجه بودند، از وزارت امور خارجه جدا و طبق قانون به‌طور مستقیم ثبت و مستقل شدند.